# Martin Hočevar
Martin Hočevar, slovenski poslovnež, mecen in politik,* 7. oktober 1810, Podlog, Avstrijsko cesarstvo, † 17. april 1886, Krško, Avstro-Ogrska.
Po njem je poimenovan Hočevarjev trg v Krškem – glavni in edini trg v starem mestnem jedru.

## Poslovni uspeh
Martin Hočevar se rodil 7. oktobra 1810 v Podlogu pri Velikih Laščah očetu Janezu in materi Marjeti (roj. Prašnik). Obiskoval je normalko v Ljubljano, nato je pomagal očetu, trgovcu s konji, pri trgovanju s konji. V letih 1836–40 pa bil skupaj z bratom Janezom v službi prvega zakupnika užitninskega davka na Kranjskem, Viranta v Ljubljani. Nato je začel skupaj z bratom po večjih kraji samostojno pobirati užitninski davek v zakup, dokler se ni 1840 kot samostojen zakupnik stalno naselil v Krškem, kjer je odprl gostilno, ki jo je 1847 opustil, in prevzel pošto, ki jo je upravljal 1846–72. Trgoval je tudi z vinom in vinogradi. 
Za 18 let je vzel v najem posestvo Stražo pri Čatežu, predvsem pa v vedno večji meri jemal v zakup užitninski davek, 1868 je dobil v zakup graškega skupaj s še enim podjetnim Slovencem tistega časa Josipom Gorupom. Ukvarjal se je tudi z gradbeništvom, tako je njegovo podjetje prevzelo zidarska dela ob regulaciji Save in bilo udeleženo pri gradnji železnic. Ker ni imel potomcev, je velik del premoženja že za časa življenja razdelil v dobrodelne namene in gradnjo šol.

## Podpiranje šolstva
Že zgodaj je pokazal zanimanje za izobraževanje mladine in gradnjo šol. Sprva je nameraval sezidati štirirazrednice v Krškem, Kostanjevici in Mokronogu, nato pa se je na prigovarjanje okrajnega glavarja Schönwettra odločil za meščansko šolo z nemškim učnim jezikom v Krškem. Poslopje za ljudsko in meščansko šolo je 1875–7 je zgradil pod pogojem, da bo pouk na šoli urejen tako, da bodo njeni učenci po končanem šolanju brez težav lahko prešli na kako srednjo šolo z nemškim učnim jezikom, meščanska šola pa mora biti nemški učni zavod. 
Obstoj nemške meščanske šole je zagotovil z donacijami v vrednosti 30.000 goldinarjev za njene učence; če bi pa šola kdaj prenehala biti nemška, pa se morejo donacije podeliti tistim učencem, ki obiskujejo kak podobno šolo izven Kranjske. Na otvoritvi navzoči minister Stremayr je sicer trdil, da učenci ne bodo pozabili materinščine, ker bo med šolskimi predmeti tudi slovenščina, toda tak pouk je moral prvi ravnatelj Ivan Lapajne uvesti na lastno odgovornost in ob Hočevarjevemu nasprotovanju. 
Šola je začela delovati oktobra 1878 z 18 učenci. Hočevar je v Krškem sezidal več poslopij za državne urade in uradniška stanovanja, več let je bil predsednik okrajnega šolskega sveta in okrajni šolski nadzornik, zadnja leta pa načelnik premoženja mesta, imenovan je bil tudi za častnega meščana Krškega.

## Delovanje v politiki
Leta 1848 je vstopil tudi v politiko, omenjali so ga v zvezi z volitvami v frankfurtski parlament v Leskovcu in Krškem. Čeprav je bil ustanovni član Slovenske matice, pa se je odvrnil od Slovencev. Že po letu 1870 je njegova hiša postala zbirališče kranjske nemške stranke in njegovi stalni gostje so bili njeni vodilni predstavniki: Auerspergi, Dežman, Schaffer, Schrey, Suppan, Vesteneck. 
Bil je član ljubljanske filharmonije, kazine in podružnice Schulvereina. Leta 1871 je v mestni kuriji propadel na volitvah proti slovenskemu kandidatu.
Kot poslanec nemške napredne stranke je zastopal dolenjska mesta in trge 1873–9 v državnem zboru, 1877–83 pa v kranjskem deželnem zboru. Kot poslanec ni bil aktiven, ampak je bil večinoma na dopustih. 
Hočevar spada v tisto vrsto Slovencev, ki sta jih nacionalni radikalizem in konservativnost- to so poudarjali njegovi nasprotniki- odvračala od slovenske stranke in ki so bili prepričani da bo prelom z nemško kulturo in jezikom zavrl njihov gospodarski, kulturni in politični napredek. To je škodilo marsikateri dobro zamišljeni slovenski kulturni in gospodarski akciji. 
Umrl 17. aprila 1886 v Krškem. Pokopan je bil na starem mestnem pokopališču, leta 1890 pa je žena Josipina dala njegove posmrtne ostanke prenesti v novozgrajeni Hočevarjev mavzolej. Za mestne reveže je zapustil hiralnico, nekdanjo Valvasorjevo hišo in 30.000 goldinarjev (gld), za popravilo cerkve 6000, filharmoniji in sirotišnici v Ljubljana, po 4000, za otroško hiralnico sv. Elizabete v Ljubljani 1200, obrtnemu društvu in sirotišnici v Gradcu po 5000, za zidanje šole v Kostanjevici ali Mokronogu 6000 gld. Njegovo poslovno in dobrodelno delo je nadaljevala njegova žena Josipina.